# Pneumoperitoneografie

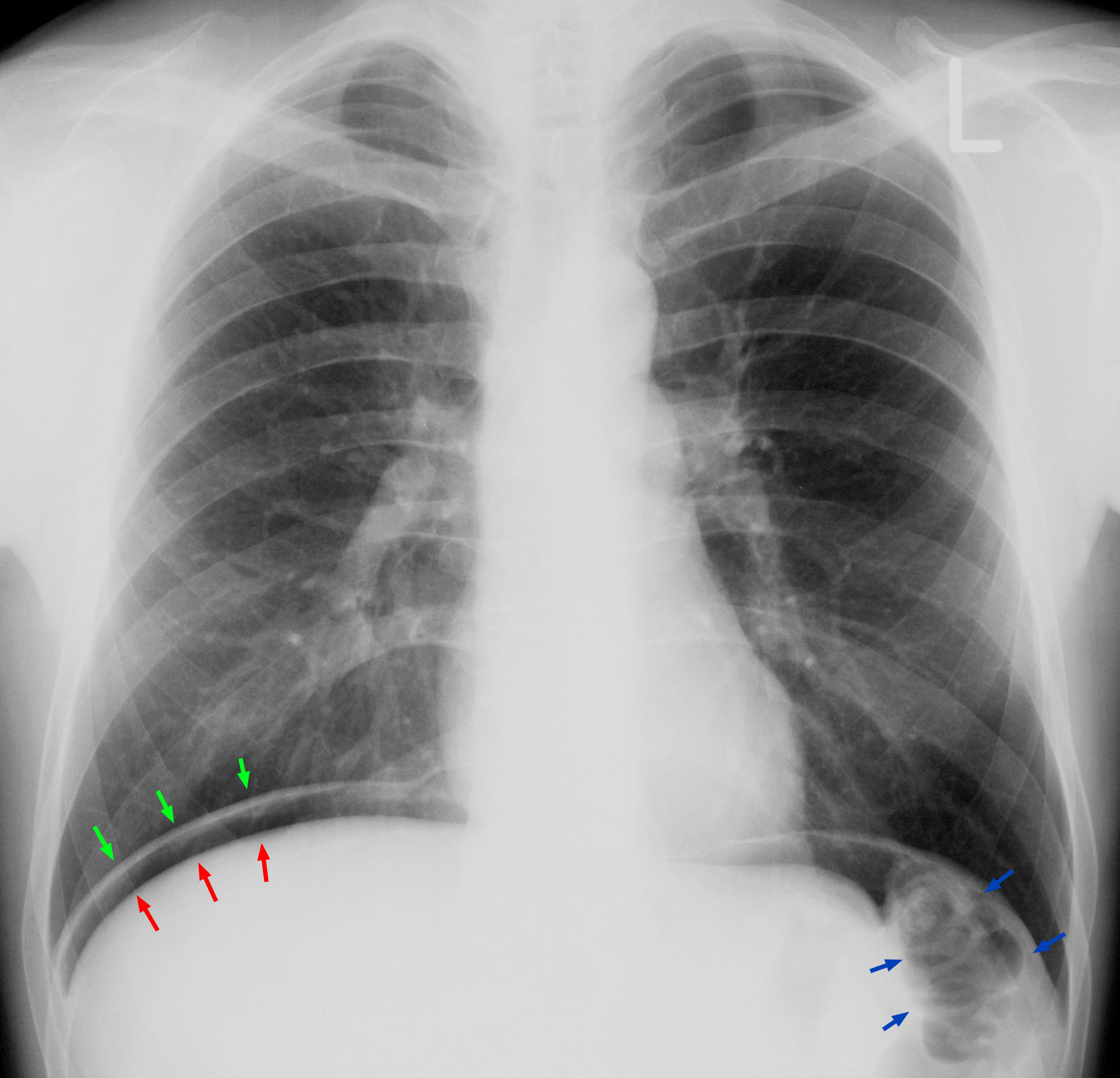
Pneumoperitoneum als Nebenbefund in einem Thoraxröntgenbild des Menschen Die freie Luft im Abdomen führt zu einer besseren Darstellung der Organgrenzen wie Leber (rote Pfeile), Zwerchfell (grüne Pfeile) und dem gasgefüllten Dickdarm (blaue Pfeile).

Die Pneumoperitoneografie ist ein veraltetes Verfahren zur Röntgendiagnostik des Bauchraums. Dabei wird durch die Einleitung von Luft ein künstliches Pneumoperitoneum erzeugt. Das freie Gas in der Bauchhöhle führt im Röntgenbild zu einer Kontrastanhebung und infolge des Dichteunterschieds zu einer Betonung der Organgrenzen. Da mit diesem Verfahren die Gefahr einer Luftembolie verbunden ist, ist das Untersuchungsverfahren mittlerweile obsolet, zumal die Entwicklung der Sonografie die diagnostische Lücke in der Bildgebung geschlossen hat.